# Senri Oe Singles
『Senri Oe Singles』（センリ・オオエ シングルズ）は、 2022年6月22日に発売された大江千里のベスト・アルバム。

## 解説
デビュー40周年アニヴァーサリー・プロジェクトの第2弾で、自身初となるシングル・コレクション。
「Special Limited Edition（初回限定盤）」と「First Decade（通常盤）」の2仕様で、Blu-spec CD2でのリリース。初回限定盤、通常盤ともにEPIC・ソニー時代の10年間に発売されたシングル曲28曲が収録され、初回限定盤にはこれに加えてStation Kids Recordsから発売したシングル曲を含む全54曲と、郷ひろみや松田聖子など他のアーティストに提供したシングル曲16曲を収録。収録曲には、2022年最新デジタルリマスター音源が採用されている。本作に先駆けて7インチシングルとして発売された「Rain」も収録対象となっている一方、2020年に7インチシングルとして発売された「Poignant Kisses」は未収録となっている。

## 収録曲
| 全作詞・作曲: 大江千里。 |                        |           |            |          |                                |      |
| #                        | タイトル               | 作詞      | 作曲・編曲 | 編曲     | 備考                           | 時間 |
| 1.                       | 「ワラビーぬぎすてて」 | 大江千里  | 大江千里   | 大村憲司 | 1stシングル                    | 3:04 |
| 2.                       | 「ガールフレンド」     | 大江千里  | 大江千里   | 大村憲司 | 2ndシングル                    | 4:09 |
| 3.                       | 「ふたつの宿題」       | 大江千里  | 大江千里   | 大村憲司 | 3rdシングル                    | 4:55 |
| 4.                       | 「BOYS & GIRLS」       | 大江千里  | 大江千里   | 大村憲司 | 4thシングル                    | 4:32 |
| 5.                       | 「ロマンス」           | 大江千里  | 大江千里   | 小室哲哉 | - 5thシングル - アルバム初収録 | 2:48 |
| 6.                       | 「十人十色」           | 大江千里  | 大江千里   | 清水信之 | 6thシングル                    | 3:30 |
| 7.                       | 「REAL」               | 大江千里  | 大江千里   | 清水信之 | 7thシングル                    | 4:20 |
| 8.                       | 「フレンド」           | 大江千里  | 大江千里   | 清水信之 | 8thシングル                    | 4:46 |
| 9.                       | 「コスモポリタン」     | 大江千里  | 大江千里   | 清水信之 | 9thシングル                    | 4:53 |
| 10.                      | 「きみと生きたい」     | 大江千里  | 大江千里   | 大村雅朗 | 10thシングル                   | 4:24 |
| 11.                      | 「Bedtime Stories」    | 大江千里  | 大江千里   | 大村雅朗 | 11thシングル                   | 4:44 |
| 12.                      | 「YOU」                | 大江千里  | 大江千里   | 大村雅朗 | 12thシングル                   | 3:22 |
| 13.                      | 「POWER」              | 大江千里  | 大江千里   | 清水信之 | 13thシングル                   | 4:29 |
| 合計時間:                | 合計時間:              | 合計時間: | 合計時間:  | 53:56    |                                |      |

| 全作詞・作曲: 大江千里。 |                           |           |            |                     |                                           |      |
| #                        | タイトル                  | 作詞      | 作曲・編曲 | 編曲                | 備考                                      | 時間 |
| 1.                       | 「GLORY DAYS」            | 大江千里  | 大江千里   | 大村雅朗            | 14thシングル                              | 3:35 |
| 2.                       | 「Rain」                  | 大江千里  | 大江千里   | 大村雅朗            | - 47thシングル - 初出は『1234』（1988年） | 4:48 |
| 3.                       | 「これから」              | 大江千里  | 大江千里   | 西本明              | 15thシングル                              | 5:04 |
| 4.                       | 「おねがい天国」          | 大江千里  | 大江千里   | 清水信之            | 16thシングル                              | 4:08 |
| 5.                       | 「ラジオが呼んでいる」    | 大江千里  | 大江千里   | 清水信之            | 17thシングル                              | 4:01 |
| 6.                       | 「WE ARE TRAVELLIN'BAND」 | 大江千里  | 大江千里   | The Travellin' Band | 18thシングル                              | 3:14 |
| 7.                       | 「たわわの果実」          | 大江千里  | 大江千里   | 清水信之            | 19thシングル                              | 3:20 |
| 8.                       | 「dear」                  | 大江千里  | 大江千里   | 清水信之            | 20thシングル                              | 4:33 |
| 9.                       | 「million kiss」          | 大江千里  | 大江千里   | 清水信之            | 20thシングル                              | 3:22 |
| 10.                      | 「APOLLO」                | 大江千里  | 大江千里   | 清水信之            | 21stシングル                              | 4:03 |
| 11.                      | 「あいたい」              | 大江千里  | 大江千里   | 小室哲哉            | 22ndシングル                              | 5:09 |
| 12.                      | 「格好悪いふられ方」      | 大江千里  | 大江千里   | 大村雅朗            | 23rdシングル                              | 3:57 |
| 13.                      | 「COWBOY BLUES」          | 大江千里  | 大江千里   | 大村雅朗            | 23rdシングル                              | 4:07 |
| 14.                      | 「HONEST」                | 大江千里  | 大江千里   | 大村雅朗            | 24thシングル                              | 4:36 |
| 15.                      | 「ありがとう」            | 大江千里  | 大江千里   | 大村雅朗            | 25thシングル                              | 4:49 |
| 合計時間:                | 合計時間:                 | 合計時間: | 合計時間:  | 62:46               |                                           |      |

| 全作詞・作曲: 大江千里。 |                            |           |            |            |                              |      |
| #                        | タイトル                   | 作詞      | 作曲・編曲 | 編曲       | 備考                         | 時間 |
| 1.                       | 「軍配はどっちにあがる」   | 大江千里  | 大江千里   | 清水信之   | 26thシングル                 | 4:04 |
| 2.                       | 「同級生」                 | 大江千里  | 大江千里   | 大村雅朗   | 26thシングルのカップリング曲 | 4:38 |
| 3.                       | 「雪の別れ」               | 大江千里  | 大江千里   | 佐橋佳幸   | 27thシングル                 | 4:53 |
| 4.                       | 「maybe tomorrow」         | 大江千里  | 大江千里   | 佐橋佳幸   | 27thシングル                 | 4:37 |
| 5.                       | 「きみを求め続けるかぎり」 | 大江千里  | 大江千里   | 清水信之   | 28thシングル                 | 4:33 |
| 6.                       | 「夏の決心」               | 大江千里  | 大江千里   | 清水信之   | 29thシングル                 | 5:06 |
| 7.                       | 「白い雪まいおりた」       | 大江千里  | 大江千里   | 清水信之   | 30thシングル                 | 5:45 |
| 8.                       | 「何度も叫んだ」           | 大江千里  | 大江千里   | 清水信之   | 31stシングル                 | 4:38 |
| 9.                       | 「ぼくらの階段」           | 大江千里  | 大江千里   | 清水信之   | 31stシングルのカップリング曲 | 4:23 |
| 10.                      | 「さよならも言えずに」     | 大江千里  | 大江千里   | 奈良部匠平 | 32ndシングル                 | 4:36 |
| 11.                      | 「Happy Honeymoon」        | 大江千里  | 大江千里   | 奈良部匠平 | 33rdシングル                 | 4:53 |
| 12.                      | 「HYPERACTIVE DINOSAUR」   | 大江千里  | 大江千里   | 大江千里   | 34thシングル                 | 4:38 |
| 合計時間:                | 合計時間:                  | 合計時間: | 合計時間:  | 56:44      |                              |      |

| 全編曲: 大江千里。 |                            |           |            |                                 |       |
| #                  | タイトル                   | 作詞      | 作曲       | 備考                            | 時間  |
| 1.                 | 「TWO OF US」              | 大江千里  | 大江千里   | 35thシングル                    | 4:54  |
| 2.                 | 「見上げてごらん夜の星を」 | 永六輔    | いずみたく | 35thシングル                    | 4:27  |
| 3.                 | 「碧の蹉跌」               | 大江千里  | 大江千里   | 36thシングル                    | 4:52  |
| 4.                 | 「New Republic!」          | 大江千里  | 大江千里   | - 37thシングル - アルバム初収録 | 3:32  |
| 5.                 | 「秋唄」                   | 大江千里  | 大江千里   | 37thシングル                    | 4:47  |
| 6.                 | 「野球の夏」               | 大江千里  | 大江千里   | 38thシングル                    | 5:20  |
| 7.                 | 「ビルボード」             | 大江千里  | 大江千里   | 39thシングル                    | 5:53  |
| 8.                 | 「奇跡」                   | 大江千里  | 大江千里   | 40thシングル                    | 5:31  |
| 9.                 | 「ドーナツ」               | 大江千里  | 大江千里   | 40thシングルのカップリング曲    | 4:21  |
| 10.                | 「This Christmas」         | 大江千里  | 大江千里   | 41stシングル                    | 6:08  |
| 11.                | 「おやすみ」               | 大江千里  | 大江千里   | 42ndシングル                    | 4:09  |
| 12.                | 「Let it be, SWEET」       | 大江千里  | 大江千里   | 43rdシングル                    | 5:42  |
| 13.                | 「イコール」               | 大江千里  | 大江千里   | 44thシングル                    | 4:45  |
| 14.                | 「静寂の場所」             | 大江千里  | 大江千里   | 45thシングル                    | 4:03  |
| 合計時間:          | 合計時間:                  | 合計時間: | 合計時間:  | 合計時間:                       | 68:24 |

| #         | タイトル                                       | 作詞       | 作曲      | 編曲       | アーティスト         | 時間  |
| --------- | ---------------------------------------------- | ---------- | --------- | ---------- | -------------------- | ----- |
| 1.        | 「Cool(ロング日本語バージョン)」               | 大江千里   | 大江千里  | 大村雅朗   | 郷ひろみ             | 5:32  |
| 2.        | 「Pearl - White Eve」                          | 松本隆     | 大江千里  | 井上鑑     | 松田聖子             | 4:48  |
| 3.        | 「ちいさな Breakin' my heart」                 | 大江千里   | 大江千里  | 清水信之   | 渡辺満里奈           | 4:24  |
| 4.        | 「10years」                                    | 渡辺美里   | 大江千里  | 有賀啓雄   | 渡辺美里             | 4:23  |
| 5.        | 「ソナチネ(サイレント・ナイト・ヴァージョン)」 | 大江千里   | 大江千里  | 新川博     | 松本伊代             | 5:13  |
| 6.        | 「太陽がいっぱい」                             | 大江千里   | 大江千里  | 中村哲     | 光GENJI              | 5:20  |
| 7.        | 「すき (Apricot Mix)」                         | 渡辺美里   | 大江千里  | 有賀啓雄   | 渡辺美里             | 4:33  |
| 8.        | 「夏が来た!」                                  | 渡辺美里   | 大江千里  | 大村雅朗   | 渡辺美里             | 4:35  |
| 9.        | 「LOVE LETTER」                                | 大江千里   | 大江千里  | 守時タツミ | Vane For Road        | 3:56  |
| 10.       | 「あしたのジョーネツ」                         | 大江千里   | 大江千里  | 本間昭光   | 秋本祐希             | 3:56  |
| 11.       | 「永遠のスピード」                             | 大江千里   | 木根尚登  | 久保こーじ | 木根尚登             | 4:57  |
| 12.       | 「しずく」                                     | 大江千里   | 大江千里  | 大江千里   | 奥田美和子           | 4:18  |
| 13.       | 「この星のどこかで」                           | 上村美保子 | 大江千里  | 山下康介   | 由紀さおり・安田祥子 | 3:59  |
| 14.       | 「スケッチブックを持ったまま」                 | 大江千里   | 大江千里  | 清水信之   | 牧野由依             | 3:44  |
| 15.       | 「始まりの詩、あなたへ」                       | 大江千里   | 大江千里  | 野見祐二   | 岩崎宏美             | 4:29  |
| 16.       | 「神様のいたずら」                             | 大江千里   | 大江千里  | 清水信之   | 中島愛               | 4:30  |
| 合計時間: | 合計時間:                                      | 合計時間:  | 合計時間: | 合計時間:  | 合計時間:            | 72:37 |

## チャート成績
| チャート (2022年)                                                             | 最高位 |
| ----------------------------------------------------------------------------- | ------ |
| - 日本 (オリコン) - 『Special Limited Edition』でのチャートイン               | 30     |
| - Japan Hot Albums (Billboard JAPAN) - 『First Decade』でのチャートイン       | 30     |
| - Japan Top Albums Sales (Billboard JAPAN) - 『First Decade』でのチャートイン | 19     |